# Ставер, Алесь
Але́сь Ста́вер (бел. Алесь Ставер), настоящее имя — Алекса́ндр Серге́евич Ста́вер (бел. Аляксандр Сяргеевіч Ставер; 10 августа 1929 — 23 июля 1995) — белорусский советский поэт. Член Союза писателей СССР (1962).

## Биография
Родился в деревне Марговица Бегомльского района Минской области (в настоящее время Докшицкого района Витебской области, Республика Беларусь) в крестьянской семье.
Учился в Борисовском педагогическом училище. В 1954 году окончил филологический факультет Минского педагогического института имени М. Горького. Работал учителем белорусского языка и литературы в Бегомльской средней школе, инспектором школ Логойского района, научным сотрудником Института искусств, этнографии и фольклора АН Белорусской ССР, заведующим литературной секции Белгосфилармонии. 23 июля 1995 года погиб в автокатастрофе. Похоронен на кладбище “Колодищи” под Минском.

## Творчество
Первые свои стихи опубликовал в борисовской районной газете в 1949 году. 1 июля 1959 года вышла первая книга поэзии Алеся Ставера «Закат над Березой». Книга сразу же была замечена литературной общественностью. Зрелый период поэзии Алеся Ставера отмечен написанием стихов к песням популярных песенных ансамблей («Журавли на Полесье летят» и др.), таких как «Сябры».